# يوشيا ويدجوود
يوشيا ويدجوود (بالإنجليزية: Josiah Wedgwood) (من مواليد 12 يوليو عام 1730 - 3 يناير عام 1795) رجل أعمال وصانع فخَّار إنجليزي ومؤسّس شركة ويدجوود الصناعية. اعتُبر رائدًا في تصنيع الفخار. «من خلال تكثيف تقسيم العمل تمكَّن ويدجوود من تخفيض التكلفة ما أدَّى إلى فتح الباب أمام صتاعاته في الأسواق في جميع أنحاء بريطانيا، إلى جانب أوروبا وأمريكا». عُدَّت الحماسة الكلاسيكية المتجددة في أواخر عام 1760 وأوائل عام 1770 ذات أهمية بالغة في الترويج لصناعاته. إذ كانت صناعاته باهظة الثمن مطلوبة إلى حدّ كبير من قِبَل الطبقات الاجتماعية الرفيعة، في حين أنه استخدم أسلوبًا تقليديًا مشابهًا لتسويق المجموعات الأرخص إلى بقية المجتمع. كان كل اختراع جديد لويدجوود – الطلاء الأخضر والأواني الخزفية والبازلت الأسود– يُباع بسرعة في الأسواق. بعد أن حقق الكفاءة في الإنتاج، اكتسب كفاءة جديدة في المبيعات والتوزيع. أتاحت صالات العرض الخاصة به في لندن للجمهور فرصة مشاهدة مجموعة كاملة من أدوات المائدة.
تلبيةً لمتطلبات ثورة المستهلكين والنمو في ثروات الطبقات الاجتماعية المتوسطة التي ساعدت في دفع الثورة الصناعية في بريطانيا، يُنسب الفضل إلى ويدجوود بكونه مخترع التسويق الحديث. وقد أضحى رائدًا في مجالات التسويق المباشر وضمانات استعادة الأموال وتكنولوجيا المبيعات (باب إلى باب) وعرض سلع مكونة من صناديق منقوشة والخدمة الذاتية والترويج عبر استخدام أسلوب «اشتر واحدة واحصل على الأخرى مجانًا» والكتالوجات المُصَّورة.
يُعدّ ويدجوود من أبرز دعاة الإبطالية، إذ مازال يُذكر من خلال التصميم الذي حصل عليه باسم «ألست رجلًا وأخًا؟» المناهضة للرِّق. كان عضوًا في عائلة داروين-ويدجوود، وكان جد تشارلز وإيما داروين.

## الإبطالية
كان ويدجوود من أبرز دُعاة الإبطالية. وأثارت صداقته مع توماس كلاركسون، الناشط في مجال مناهضة الرِّق والمؤرخ الأول لحركة الإبطالية البريطانية، اهتمامه بقضية الرِّق. وُزِّعت النقوش التي رسمها تبعًا لختم جمعية التأثير على إبطال تجارة الرِّق وبيعت على نطاق واسع، واكتسبت شهرة شعبية واسعة. التصميم الأكثر شهرة له صورة لشخص ملون موضوعة في جميع أعمال القرن الثامن عشر. إن التصميم الفعلي للنقش ربما تم من قِبَل ويليام هاكوود أو هنري ويبر اللذان كانا من المصممين الماهرين للنقوش في مصنع ستوك أون ترينت.
من عام 1787 وحتى وفاته عام 1795، شارك يوشيا ويدجوود بحماس في قضية إلغاء الرِّق. لَفَتَ تصميم «نقش الرقيق» انتباه الجمهور إلى المطالبة بإلغاء هذه القضية. أعاد ويدجوود تصميم هذا النقش من خلال رسم شخص ملون على خلفية بيضاء، وقد وزَّع المئات منها للعديد من الأشخاص بشكل مجاني. كتب توماس كلاركسون: «ارتدت السيدات هذا النقش كأساور، بينما وضعها آخرون على شكل زينة لدبابيس الشعر. ولاحقًا، أصبح ارتدائها عامًا وبشكل علني، وبالتالي فإن الموضة، التي عادةً ما تقتصر على الأشياء التي لا قيمة لها، ظهرت من أجل تعزيز قضية العدالة والإنسانية والحرية».
أصبح هذا التصميم شائعًا للغاية واستُخدم في أشكال وأماكن عديدة: رُسِمت نسخ كبيرة من هذا التصميم لتُعلق على الجدران وأيضًا رُسِم على غليون التبغ الطيني.

## روابط خارجية
- يوشيا ويدجوود على موقع الموسوعة البريطانية (الإنجليزية)
- يوشيا ويدجوود على موقع إن إن دي بي (الإنجليزية)